# Cardona (Uruguay)
Cardona is een stad in het departement Soriano in Uruguay. De plaats heeft 4588 inwoners (2004) en ligt op een hoogte van 163 meter boven de zeespiegel.